# スペースX
スペース・エクスプロレーション・テクノロジーズ（英: Space Exploration Technologies Corp.）、通称スペースX (SpaceX) は、テキサス州ボカチカ近郊に本社を置くアメリカの航空宇宙メーカーであり、宇宙輸送サービス会社である他、衛星インターネットアクセスプロバイダでもある。火星の植民地化を可能にするための宇宙輸送コストの削減を目的に、2002年にイーロン・マスクによって設立された。SpaceXは、いくつかのロケットのほか、宇宙船ドラゴンや衛星スターリンク（衛星インターネットアクセスを提供）を開発している。

## 概要

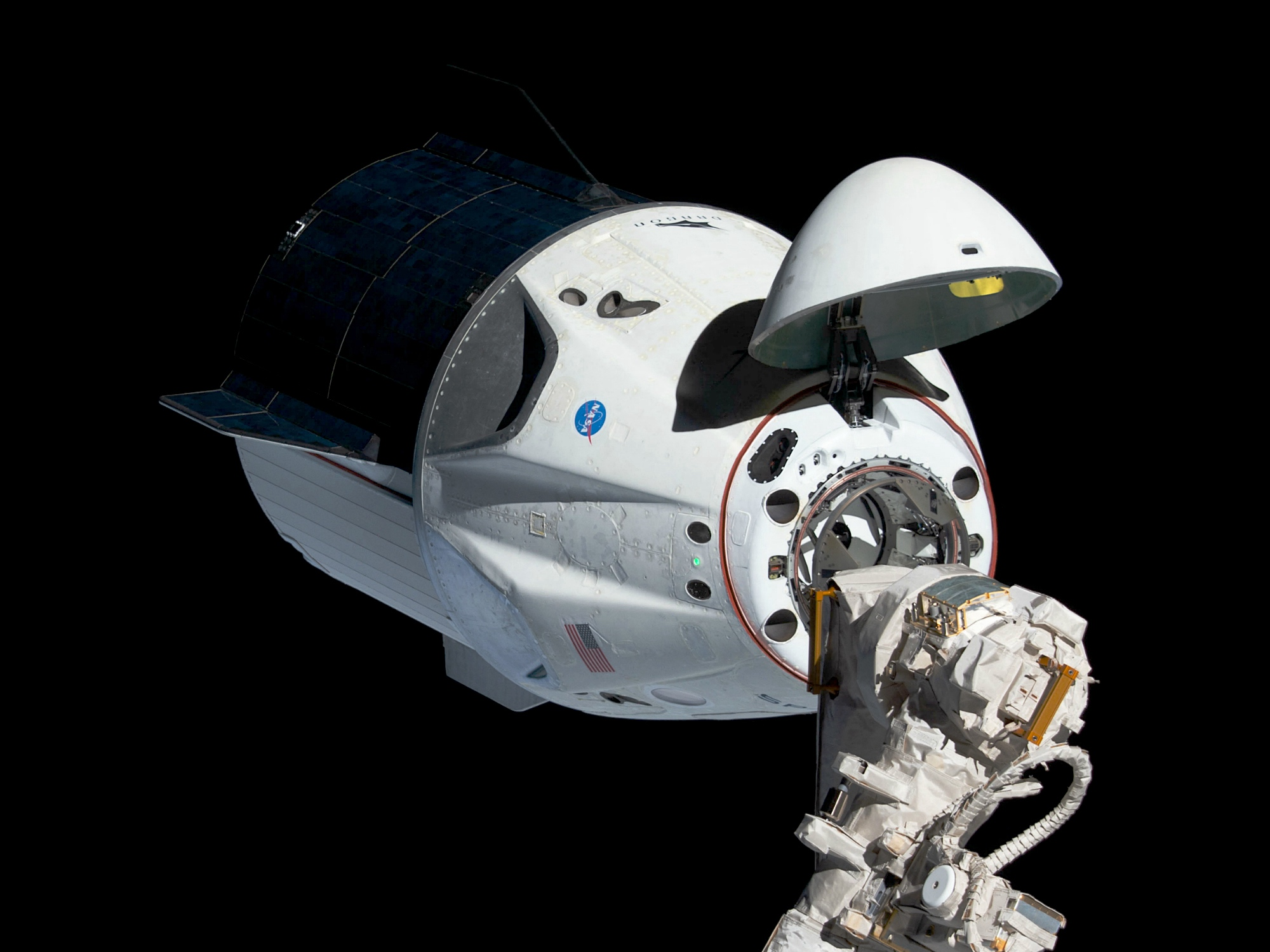
ISSに接近するクルードラゴン宇宙船

スペースXは、民間企業として初めて有人宇宙船を国際宇宙ステーション(ISS)に到達させた。2020年に打ち上げたクルードラゴンは、2011年に退役したスペースシャトル以来の、アメリカでは5機目の有人宇宙船になる。2020年12月現在、スペースXはアメリカ航空宇宙局 (NASA) とのパートナーシップのもと、国際宇宙ステーション (ISS) への貨物補給ミッションを20回実施している。
またスペースXは世界で初めて商用ロケットの再使用を成し遂げたことでも知られている。ファルコン9ロケットは2015年に初の垂直着陸を達成した後、2017年からは実際に回収したロケットが再使用されており、既存の使い捨て型ロケットと比べて半分以下のコストでの打ち上げを実現している。打ち上げコスト低減を活かし、衛星インターネットのスターリンクにも参入しており、2020年には世界最大の衛星コンステレーション事業者となっている。
2021年現在は、惑星間宇宙飛行を見据えた超大型ロケット/宇宙船のスターシップを開発中である。スターシップは、スペースXが進める火星植民計画の要となる他、衛星打ち上げ市場に置いても既存のファルコン9/ドラゴンを置き換えるものとなる計画である。スターシップは完全に再利用可能なロケットとして計画されており、2020年代初頭に予定されているデビュー時には史上最大のロケットとなる。

## 歴史

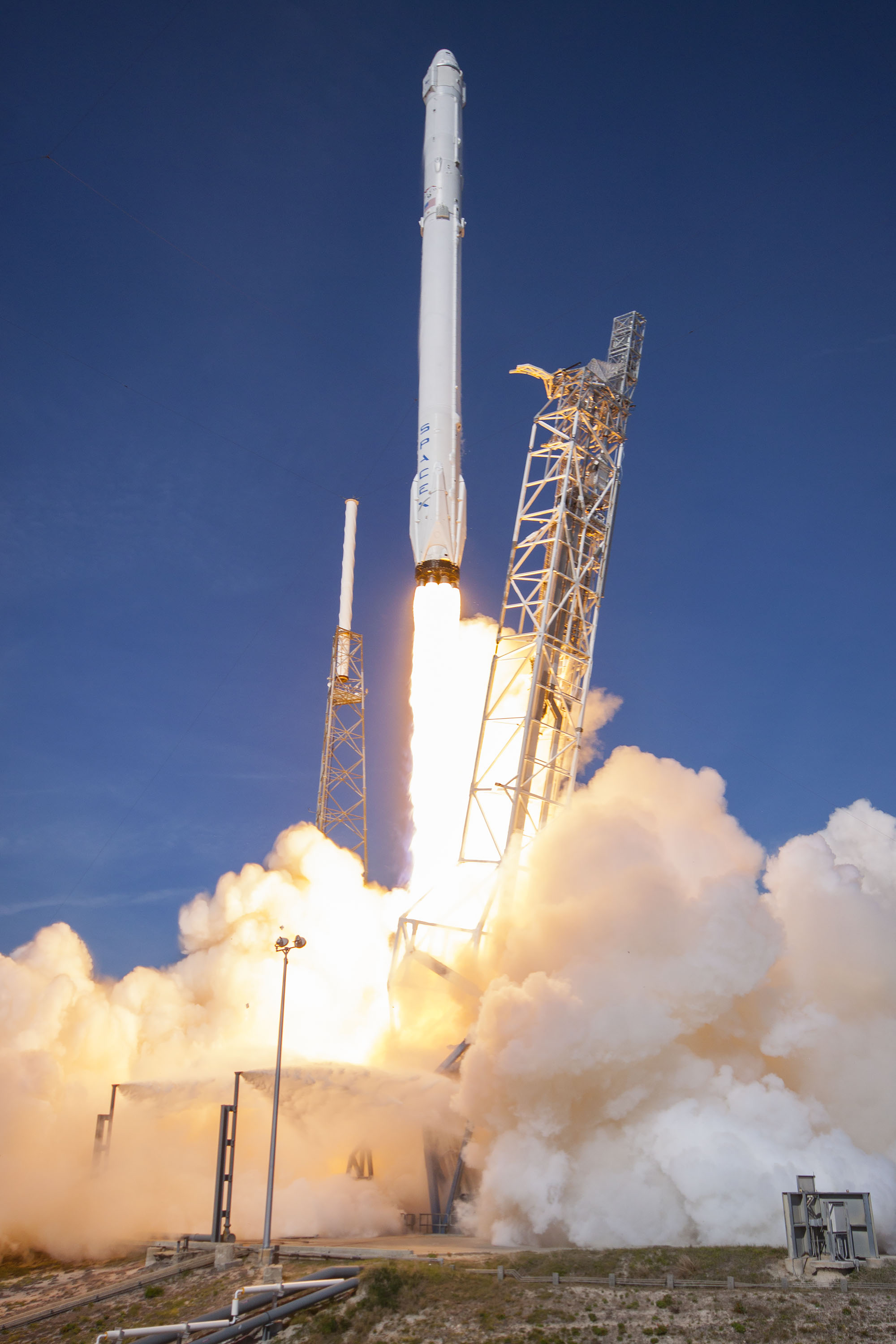
ファルコン9

2001年初頭、イーロン・マスクは非営利団体火星協会と共に、火星に植物の生育室を設置するための資金計画について話し合った。同年10月には、温室を宇宙に送り出すための大陸間弾道ミサイル（ICBM）を購入するため、ジム・キャントレル、アデオ・レシとともにモスクワに赴いた。NPO法人ラヴォーチキンやコスモトラス社と会ったがマスクは素人だと思われ、一行は手ぶらでアメリカに帰国した。
2002年2月、一行はマイク・グリフィン（In-Q-Tel社社長）とともに、ICBM3基を探すためにロシアに戻った。コスモトラス社と再び会談し、800万ドルでロケット1基を提供されたが、マスクはこれを拒否した。その代わり、彼は手頃な価格のロケットを作れる会社を立ち上げることにした。
2002年にマスクによってカリフォルニア州エルセグンドでスペースX社が設立された。設立時には、同年に買収された宇宙開発大手のTRW社から、ロケットエンジン開発に携わっていたトム・ミュラーとそのチームが合流している。また、マスクは会社設立のために1億ドルの自己資金を投入している。
2006年にNASAと国際宇宙ステーション (ISS) 物資補給のための打上げ機の設計とデモ飛行を行う商業軌道輸送サービス (COTS) を契約した。2008年に小型ロケットのファルコン1で初めて軌道に到達し（民間資金で開発された液体燃料ロケットでは初）、2010年12月には中型ロケットのファルコン9とドラゴン宇宙船によるCOTSデモ飛行を行い、民間企業としては世界で初めて軌道に乗った宇宙機の回収に成功した。2012年にはISSに民間機として初のドッキングも成功させ、補給物資や実験装置を送り届けた。
2014年には、NASAと有人型のドラゴン宇宙船の開発とデモ飛行を行う宇宙飛行士の商業乗員輸送開発 (CCDev) プログラムを契約した。2020年5月に再び民間企業として史上初となる有人宇宙船の打ち上げ並びにISSドッキングを成功させた。

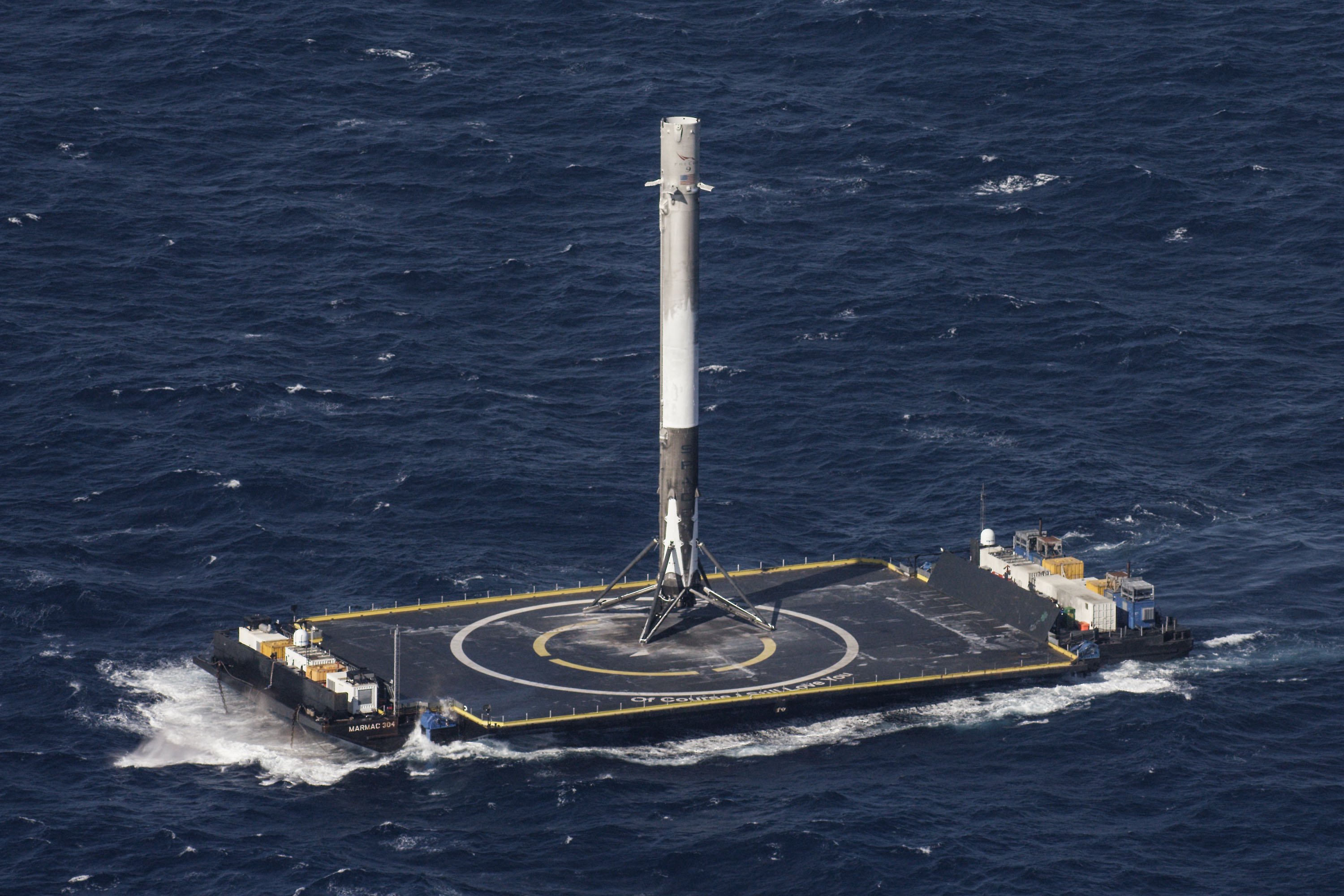
ドローン船に着陸したファルコン9の1段目

またその間の2015年には、ファルコン9の第1段により、世界初となる衛星打ち上げロケットの垂直着陸を達成した。2017年からは他社に先駆けてロケットの再使用を実施している。2018年には大型ロケットのファルコンヘビーも運用を開始しており、民間の宇宙船を初めて太陽周回軌道にも打ち上げた。
2016年には、これまでユナイテッド・ローンチ・アライアンス社の独占状態にあった米軍事衛星の打ち上げ市場への初参入も果たしている。
スペースXは民間による火星探査や移民構想も掲げており、2016年にはそのための輸送システムであるインタープラネタリー・トランスポート・システム（後のスターシップ）を発表した。
2024年7月16日、本社をテキサス州ボカチカにあるスターベースに移転すると発表した。マスクはカリフォルニア州にて生徒が性自認を変えたことを教師が保護者に通知することを禁止する州法を成立したことに反発したことから、自身が保有するX社と共に移転を表明した。

## 主要製品

ファルコン1、ファルコン9 Ver1.0、Ver1.1、FT、Block 5、ファルコンヘビー、FH Block 5、スターシップ

### ロケット
- ファルコン1 - 運用終了
- ファルコン5（英語版） - 開発中止
- ファルコン9
  - ファルコン9フル・スラスト - 運用中
  - ファルコン9ブロック5 - 運用中
- ファルコンヘビー - 運用中
- グラスホッパー - 実験機
- インタープラネタリー・トランスポート・システム - BFR ( スターシップ ) に移行
- スターシップ／スーパー・ヘビー - 開発中

| バージョン                   | ファルコン1                                                   | ファルコン9                                     | ファルコンヘビー                         |
| ---------------------------- | ------------------------------------------------------------- | ----------------------------------------------- | ---------------------------------------- |
| 第1段                        | 1 × マーリン1A（2006年～2007年） 1 × マーリン1C（2008年以降） | 9 × マーリン1C (v1.0) 9 x マーリン1D (v1.1)     | 9 × マーリン1D のブースターを3基クラスタ |
| 第2段                        | 1 × ケストレル                                                | 1 × マーリン1C (v1.0) 1 × マーリン1D (v1.1)     | 1 × マーリン1D                           |
| 全高 （最大; m）             | 21.3                                                          | 54.9 (v1.0) 69.2 (v1.1) 70 (FT)                 | 70                                       |
| 直径 (m)                     | 1.7                                                           | 3.6                                             | 3.6                                      |
| 離床推力 (kN)                | 347                                                           | 3,807 (v1.0) 5,885 (v1.1) 6,804 (FT)            | 17,000                                   |
| 離陸重量 （トン）            | 27.67                                                         | 318 (v1.0) 506 (v1.1) 549 (FT)                  | 1,400                                    |
| フェアリング直径 （内径; m） | 1.5                                                           | 5.2                                             | 5.2                                      |
| ペイロード (LEO; kg)         | 450                                                           | 8,500–9,000 (v1.0) 13,150 kg (v1.1) 22,800 (FT) | 63,800                                   |
| ペイロード (GTO; kg)         | —                                                             | 3,400 (v1.0) 4,850 (v1.1) 8,300 (FT)            | 26,700                                   |
| 値段 （百万. USD）           | 7                                                             | 62 (再使用) 95 (使い捨て)                       | 90 (再使用) 150 (使い捨て)               |
| 1kg毎の最低の値段 (LEO; USD) | 15,555                                                        | 4,167                                           | 2,351                                    |
| 1kg毎の最低の値段 (GTO; USD) | —                                                             | 11,446                                          | 5,618                                    |
| 成功率 （成功/総計）         | 2/5                                                           | 4/5 (v1.0) 14/15 (v1.1) 28/29 (FT)              | 1/1                                      |

### 宇宙船
- ドラゴン（無人輸送型）
- ドラゴン2（無人輸送型、有人型）
- スターシップ HLS（月着陸船）

### ロケットエンジン

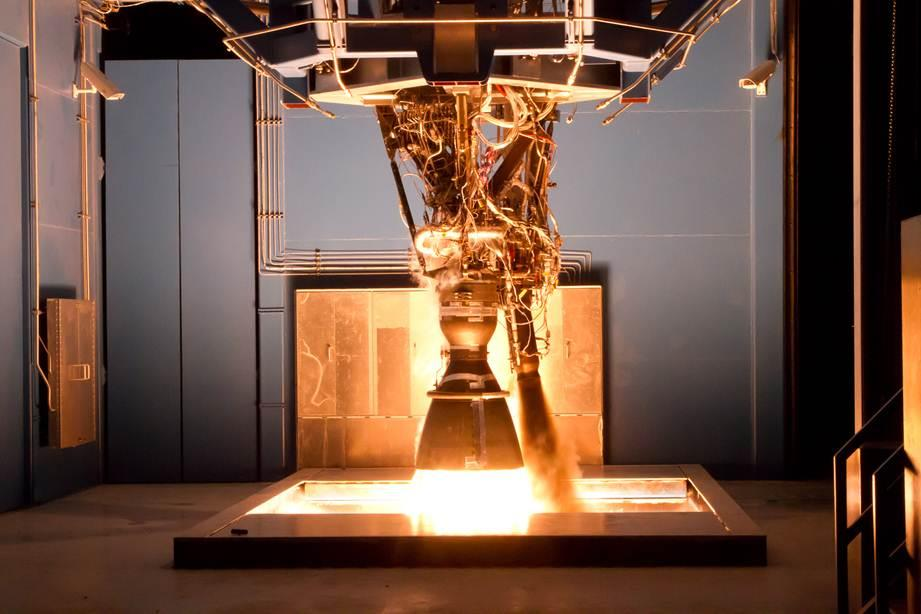
マーリン1D

- ケストレル
- マーリン
- ドラコ
- スーパー・ドラコ
- ラプター

### サービス
- スターリンク - 衛星インターネットアクセス

## 発射場
- オメレク島 ロナルド・レーガン弾道ミサイル防衛試験場
- ケープカナベラル空軍基地 SLC-40
- ケネディ宇宙センター LC-39A
- ヴァンデンバーグ宇宙軍基地 SLC-4E
- テキサス州ボカチカ スターベース

ファルコン1は全てオメレク島にて打ち上げられている。ファルコン9はSLC-40、SLC-4E、LC-39Aの三つの射場から打ち上げ、ファルコンヘビーはLC-39Aから打上げられている。
国境付近に位置するテキサス州のスターベースでは、2025年までに実験の失敗、ロケットの墜落などにより破片の飛散が相次いだ。破片により環境破壊が生じる可能性があるとして、環境保護団体のほか、メキシコのクラウディア・シェインバウム大統領からも非難を受けている。

## 備考
スペースXは成功したベンチャー企業にも拘わらず、2024年現在いまだに株式公開 (IPO) を行っていない。同社の評価額は2024年12月時点で3500億ドルと見積もられており、これは全世界の株式未公開のスタートアップ企業（ユニコーン企業）の中で最大である。イーロン・マスクは2013年に「IPOは火星移民船が定期的に飛ぶようになってから」と、また2014年には「どこかのPEファンドに経営を支配され、短期的な利益を得ることに使われるのだけは勘弁してほしい」と語っており、スペースXが創業時からの目標である火星移住構想から離れないよう株式を公開しない考えを示している。

## その他
Netflixで配信されるドラマ『ハウス・オブ・カード 野望の階段』のシーズン2第7話において、副大統領のスタッフとして働く野心的な若者コナー・エリスが副大統領夫人に辞意を伝える際に、報酬が良く自身の成長も期待できるとする転職先を「スペースX社」と明かす場面がある。